# Funakoshi Shotokan Karate Association
FSKA — неполітична міжнародна організація, що об'єднує школи традиційного шотокан-карате і ставить за мету збереження та поширення методик Гічіна Фунакосі серед практикуючих усього світу.

## Історія

### Створення та засновник
Організація була заснована 1987 року Кеннетом Йошинобу Фунакосі, який є далеким родичем засновника сучасного шотокан-карате Гічіна Фунакосі. Кеннет Фунакосі розпочав бойову підготовку з дзюдо 1948 року під керівництвом Аразакі Сенсея у Гонолулу, згодом (1956—1959) опановував кемпо під орудою Адріано Емперадо. У 1960 році перейшов на шотокан-карате, тренувався під керівництвом Гірокадзу Каназави та Тецухіко Асаї, а 1969 року був призначений головним інструктором Асоціації карате Гаваїв. У грудні 1986 року переїхав до Сан-Хосе (Каліфорнія), а в 1987 відкрив світову штаб-квартиру FSKA в Мілпітасі з мережею афілійованих додзьо по всьому світу.

## Організаційна структура
- Головний інструктор (Канчо): Кеннет Йошинобу Фунакосі[5].
- Світова штаб-квартира: Мілпітас, Каліфорнія, США[6].
- Філії: понад 25 країн, серед яких США, Індія, Велика Британія, ПАР, Польща тощо.

## Діяльність
FSKA проводить міжнародні семінари, чемпіонати та курси підвищення кваліфікації інструкторів і спортсменів у традиційних додзьо. Щорічно організація влаштовує Всесвітній чемпіонат FSKA; приклад — 21-й чемпіонат 2019 року в Португалії. Кожний додзьо афіліюється напряму з Шиханом Ка́йлом Фунакосі, без регіональних директорів.

## Відомі представники
- Кеннет Йошинобу Фунакосі (нар. 1938) — засновник і головний інструктор FSKA; учень Каназави й Асаї.
- Шихан Ка́йл Йошинобу Фунакосі (нар. 1973) — син Кеннета, провідний інструктор та член ради FSKA[10].